# BK Dinamo Tiflis
Der BK Dinamo Tiflis ist ein Basketballverein aus Tiflis, der Hauptstadt Georgiens.

## Erfolge
- Sowjetischer Meister: 1950, 1953, 1954, 1968
- Sowjetischer Pokalsieger: 1949, 1950, 1969
- Georgischer Meister: 1991, 1992, 2003, 2014, 2017, 2018
- Georgischer Pokalsieger: 2004, 2015, 2016
- Europapokal der Landesmeister: 1962; Finalist 1960
- Europapokal der Pokalsieger: Finalist 1969

## Bedeutende Spieler
- Giorgi Gamqrelidse
- Wiktor Sanikidse
- Otar Korkia
- Guram Minaschwili
- Wladimer Ugrekhelidze